# Albertina, Minas Gerais
Albertina là một đô thị thuộc bang Minas Gerais, Brasil. Đô thị này có diện tích 57,617 km², dân số năm 2007 là 2872 người, mật độ 53,9 người/km².